# Roland Garros 2011
De 110e editie van het Franse grandslamtoernooi, Roland Garros 2011, werd gehouden van zondag 22 mei tot en met zondag 5 juni 2011. Voor de vrouwen was het de 104e editie. Het toernooi werd gespeeld in het Roland-Garrosstadion in het 16e arrondissement van Parijs.

## Enkelspel

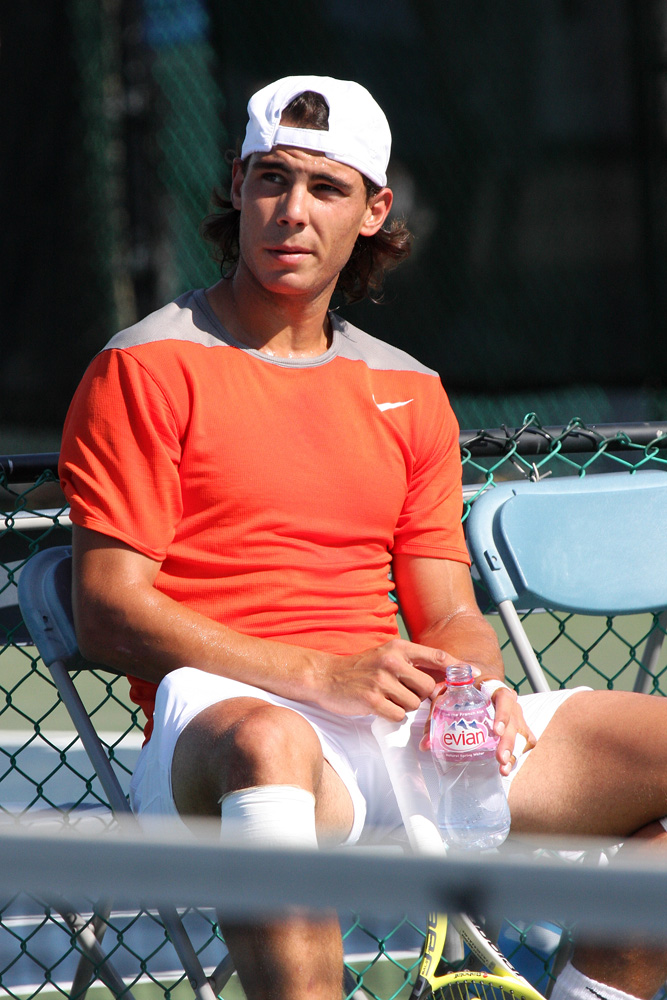
Rafael Nadal, winnaar bij de mannen.

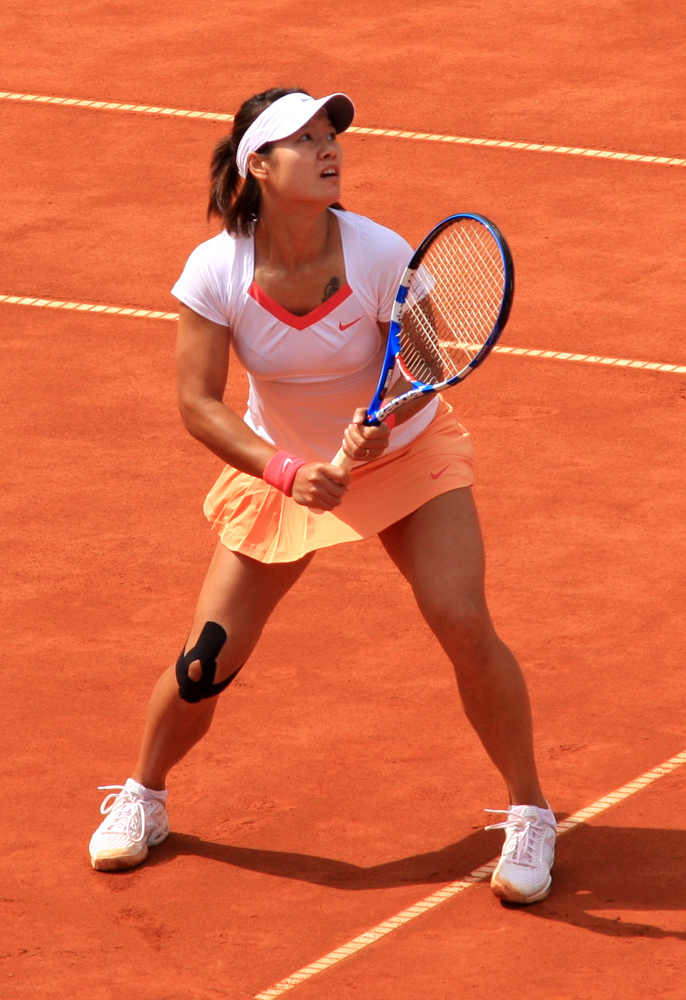
Li Na, winnares bij de vrouwen.

### Mannen
De finale werd op zondag 5 juni 2011 gespeeld tussen de Spaanse titelverdediger Rafael Nadal en de Zwitser Roger Federer. Nadal won voor de zesde keer in zeven jaar het toernooi op het Parijse gravel. Hiermee evenaart hij het record van Björn Borg (zes keer in acht jaar). Het was tevens de vierde keer dat hij Federer versloeg in de finale van Roland Garros. De eindstand was: 7-5, 7-63, 5-7 en 6-1.

### Vrouwen
De winnares van Roland Garros 2011 bij de vrouwen was de Chinese Li Na. Ze versloeg in de finale titelverdedigster Francesca Schiavone uit Italië met 6-4 en 7-60. Zo werd ze de eerste Chinese die een grandslamtoernooi won.

## Dubbelspel

### Mannen
Het als tweede geplaatste koppel Maks Mirni (Wit-Rusland) en Daniel Nestor (Canada) won in de finale van de Colombiaan Juan Sebastián Cabal en de Argentijn Eduardo Schwank met 7-63, 3-6 en 6-4.

### Vrouwen
Het ongeplaatste Tsjechische duo Andrea Hlaváčková en Lucie Hradecká versloeg in de finale het zevende reekshoofd Sania Mirza (India) en Jelena Vesnina (Rusland) met 6-4 en 6-3.

### Gemengd
Finale: Casey Dellacqua (Australië) en Scott Lipsky (VS) wonnen van Katarina Srebotnik (Slovenië) en Nenad Zimonjić (Servië) met 7–66, 4–6 en [10–7].

## Junioren
Meisjes enkelspel

Finale: Ons Jabeur (Tunesië) won van Mónica Puig (Puerto Rico) met 7-68, 6-1
Meisjes dubbelspel

Finale: Irina Chromatsjova (Rusland) en Maryna Zanevska (Oekraïne) wonnen van Viktorija Kan (Rusland) en Demi Schuurs (Nederland) met 6-4, 7-5
Jongens enkelspel

Finale: Bjorn Fratangelo (VS) won van Dominic Thiem (Oostenrijk) met 3-6, 6-3, 8-6
Jongens dubbelspel

Finale: Andrés Artuñedo (Spanje) en Roberto Carballés Baena (Spanje) wonnen van Mitchell Krueger (VS) en Shane Vinsant (VS) met 5-7, 7-65, [10-5]

## Rolstoeltennis
Rolstoelmannenenkelspel

Finale: Maikel Scheffers (Nederland) won van Nicolas Peifer (Frankrijk) met 7–6(3), 6–3
Rolstoelvrouwenenkelspel

Finale: Esther Vergeer (Nederland) won van Marjolein Buis (Nederland) met 6–0, 6–2
Rolstoelmannendubbelspel

Finale: Shingo Kunieda (Japan) en Nicolas Peifer (Frankrijk) wonnen van Robin Ammerlaan (Nederland) en Stefan Olsson (Zweden) met 6–2, 6–3
Rolstoelvrouwendubbelspel

Finale: Esther Vergeer (Nederland) en Sharon Walraven (Nederland) wonnen van Jiske Griffioen (Nederland) en Aniek van Koot (Nederland) met 5–7, 6–4, [10–5]

## Belgische deelnemers

### Enkelspel

#### Mannen
- Xavier Malisse
  - 1e ronde: won van Dmitri Toersoenov (Rusland) met 7-5, 3-6, 6-3, 3-6, 6-1
  - 2e ronde: verslagen door Fernando Verdasco (16) (Spanje) met 6-4, 3-6, 65-7, 1-6
- Olivier Rochus
  - 1e ronde: verslagen door Tobias Kamke (Duitsland) met 7-65, 3-6, 3-6, 2-6
- Steve Darcis (Q)
  - 1e ronde Q: won van Jean-René Lisnard (Monaco) met 68-7, 7-5, 9-7
  - 2e ronde Q: won van Rogério Dutra da Silva (Brazilië) met 4-6, 6-2, 6-1
  - 3e ronde Q: won van Alex Bogomolov (VS) met 6-1, 6-3
  - 1e ronde: won van Michaël Llodra (22) (Frankrijk) met 65-7, 6-3, 6-3, 6-3
  - 2e ronde: won van Philipp Petzschner (Duitsland) met 7-5, 6-4, 6-4
  - 3e ronde: verslagen door Gaël Monfils (Frankrijk) met 3-6, 4-6, 5-7
- Ruben Bemelmans (hoofdtoernooi niet gehaald)
  - 1e ronde Q: verslagen door Eduardo Schwank (Argentinië) met 4-6, 2-6

#### Vrouwen
- Kirsten Flipkens
  - 1e ronde: verslagen door Lucie Šafářová (Tsjechië) met 1-6, 1-6
- Yanina Wickmayer (21)
  - 1e ronde: won van Monica Niculescu (Roemenië) met 6-0, 6-3
  - 2e ronde: won van Ayumi Morita (Japan) met 6-4, 7-5
  - 3e ronde: verslagen door Agnieszka Radwańska (12) (Polen) met 4-6, 4-6
- Kim Clijsters (2)
  - 1e ronde: won van Anastasija Jakimava (Wit-Rusland) met 6-2, 6-3
  - 2e ronde: verslagen door Arantxa Rus (Nederland) met 6-3, 5-7, 1-6

### Dubbelspel

#### Mannen
- Olivier Rochus met zijn Nederlandse partner Robin Haase
  - 1e ronde: verslagen door Serhij Stachovsky (16) (Oekraïne) en Michail Joezjny (16) (Rusland) met 5-7, 3-6
- Dick Norman met zijn Zuid-Afrikaanse partner Wesley Moodie
  - 1e ronde: verslagen door Juan Sebastián Cabal (Colombia) en Eduardo Schwank (Argentinië) met 64-7, 3-6
- Xavier Malisse met zijn Oekraïense partner Oleksandr Dolgopolov
  - 1e ronde: wonnen van Mark Knowles (12) (Bahama's) en Michal Mertiňák (12) (Slowakije) met 6-2, 7-53
  - 2e ronde: verslagen door Dustin Brown (Duitsland) en Michael Kohlmann (Duitsland) met 6-3, 3-6, 65-7

#### Vrouwen
Er deden geen Belgische speelsters mee in het dubbelspel.

#### Gemengd
- Dick Norman met zijn Franse partner Virginie Razzano (WC)
  - 1e ronde: wonnen van Julie Coin (WC) (Frankrijk) en Nicolas Mahut (WC) (Frankrijk) met 6-4, 4-6, 10-4
  - 2e ronde: verslagen door Katarina Srebotnik (1) (Slovenië) en Nenad Zimonjić (1) (Servië) met 3-6, 1-6

## Nederlandse deelnemers

### Enkelspel

#### Mannen
Bij de mannen plaatste Thomas Schoorel zich via het kwalificatietoernooi – Thiemo de Bakker en Robin Haase waren beiden rechtstreeks geplaatst. Jesse Huta Galung en Igor Sijsling speelden wel in het kwalificatietoernooi maar kwamen niet verder dan de eerste ronde.
- Thiemo de Bakker
  - 1e ronde: verslagen door Novak Đoković (2) (Servië) met 2-6, 1-6, 3-6
- Robin Haase
  - 1e ronde: won van Daniel Gimeno Traver (Spanje) met 6-2, 7-63, 6-3
  - 2e ronde: verslagen door Mardy Fish (10) (VS) met 61-7, 2-6, 1-6
- Thomas Schoorel (Q)
  - 1e ronde Q: won van Chris Guccione (Australië) met 6-4, 6-4
  - 2e ronde Q: won van Frederik Nielsen (Denemarken) met 6-2, 6-3
  - 3e ronde Q: won van Jorge Aguilar (Chili) met 6-4, 7-61
  - 1e ronde: won van Máximo González (Argentinië) met 7-65, 6-3, 6-3
  - 2e ronde: verslagen door Stanislas Wawrinka (14) (Zwitserland) met 3-6, 2-6, 4-6
- Jesse Huta Galung (hoofdtoernooi niet gehaald)
  - 1e ronde Q: verslagen door Nikola Ćirić (Servië) met 4-6, 7-63, 10-12
- Igor Sijsling (hoofdtoernooi niet gehaald)
  - 1e ronde Q: verslagen door Bastian Knittel (Duitsland) met 3-6, 4-6

#### Vrouwen
Arantxa Rus was als enige Nederlandse rechtstreeks geplaatst. Kiki Bertens en Michaëlla Krajicek deden beiden mee aan het kwalificatietoernooi maar geen van de twee redde het tot het hoofdtoernooi.
- Arantxa Rus
  - 1e ronde: won van Marina Erakovic (Q) (Nieuw-Zeeland) met 2-6, 6-4, 6-4
  - 2e ronde: won van Kim Clijsters (2) (België) met 3-6, 7-5, 6-1
  - 3e ronde: verslagen door Maria Kirilenko (25) (Rusland) 1-6, 1-6
- Kiki Bertens (hoofdtoernooi niet gehaald)
  - 1e ronde Q: verslagen door Yvonne Meusburger (Oostenrijk) met 4-6, 6-3, 3-6
- Michaëlla Krajicek (hoofdtoernooi niet gehaald)
  - 1e ronde Q: won van Han Xinyun (China) met 6-4, 3-6, 6-2
  - 2e ronde Q: verslagen door Sesil Karatantcheva (Kazachstan) 6-2, 1-6, 4-6

### Dubbelspel

#### Mannen
- Robin Haase met zijn Belgische partner Olivier Rochus
  - 1e ronde: verslagen door Serhij Stachovsky (16) (Oekraïne) en Michail Joezjny (16) (Rusland) met 5-7, 3-6
- Rogier Wassen met zijn Portugese partner Frederico Gil
  - 1e ronde: verslagen door Andrej Goloebev (Kazachstan) en Denis Istomin (Oezbekistan) met 3-6, 4-6

#### Vrouwen
- Michaëlla Krajicek met haar Tsjechische partner Lucie Šafářová
  - 1e ronde: wonnen van Daniela Hantuchová (12) (Slowakije) en Agnieszka Radwańska (12) (Polen) met 65-7, 6-3, 6-2
  - 2e ronde: wonnen van Kristina Mladenovic (WC) (Frankrijk) en Pauline Parmentier (WC) (Frankrijk) met 2-6, 7-63, 6-0
  - 3e ronde: verslagen door Viktoryja Azarenka (5) (Wit-Rusland) en Maria Kirilenko (5) (Rusland) met 5-7, 3-6

#### Gemengd
Er speelden geen Nederlanders mee in het gemengd dubbelspel.